# 沈世钊
沈世钊（1933年12月18日—），男，浙江嘉兴人，中国结构工程专家。

## 生平
1953年本科毕业于同济大学结构工程系，1956年研究所毕业于哈尔滨工业大学土木系。1999年当选为中国工程院院士。

## 家庭
弟弟沈世镒，南开大学教授，中国数学会常务理事。